# Festival international du Sahara
 (février 2017).
Le Festival international du Sahara (arabe : المهرجان الدولي للصحراء بدوز) est un festival annuel organisé dans la ville tunisienne de Douz. L'événement, qui a lieu durant quatre jours à la fin du mois de décembre, attire des milliers de personnes de toute la Tunisie et d'autres pays du Maghreb et du monde arabe.

## Histoire

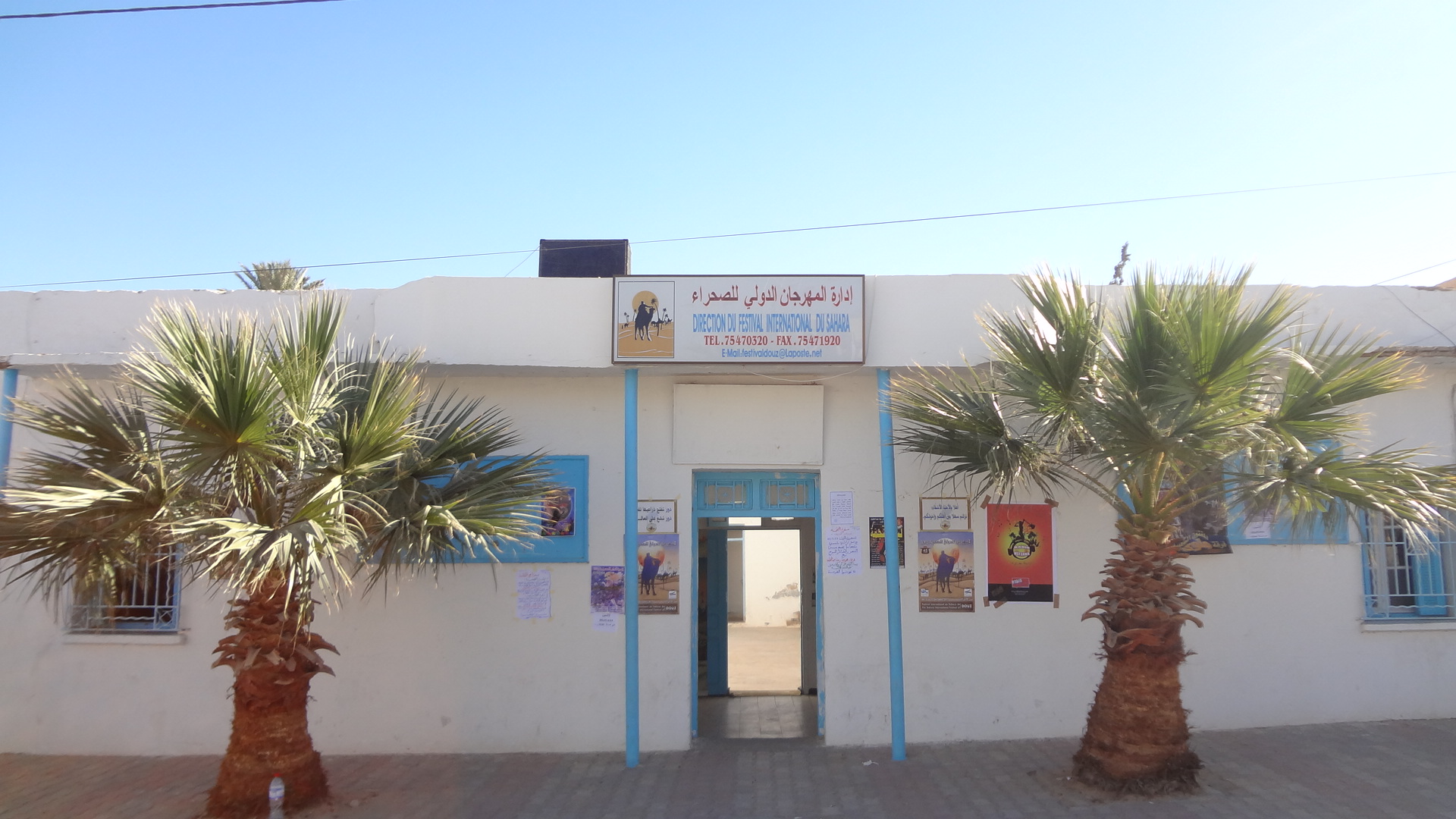
Siège de la direction du festival.

L'événement fait son apparition en 1910 sous la forme de marathons de méharées et de jeux folkloriques placés sous l'égide du résident général de France.
En 1967 a lieu la première édition internationale du festival avec l'appui de plusieurs ministères.

## Déroulement
Après la cérémonie officielle d'ouverture, les principales manifestations se déroulent sur la place Henich entourée de tentes bédouines : courses et combats de dromadaires, fantasias, cérémonies de mariages traditionnels bédouins ou encore chasse au sloughi.
Durant la soirée, des groupes venus d'autres pays exécutent des chants et des danses populaires. La poésie et les beaux-arts sont également à l'honneur.

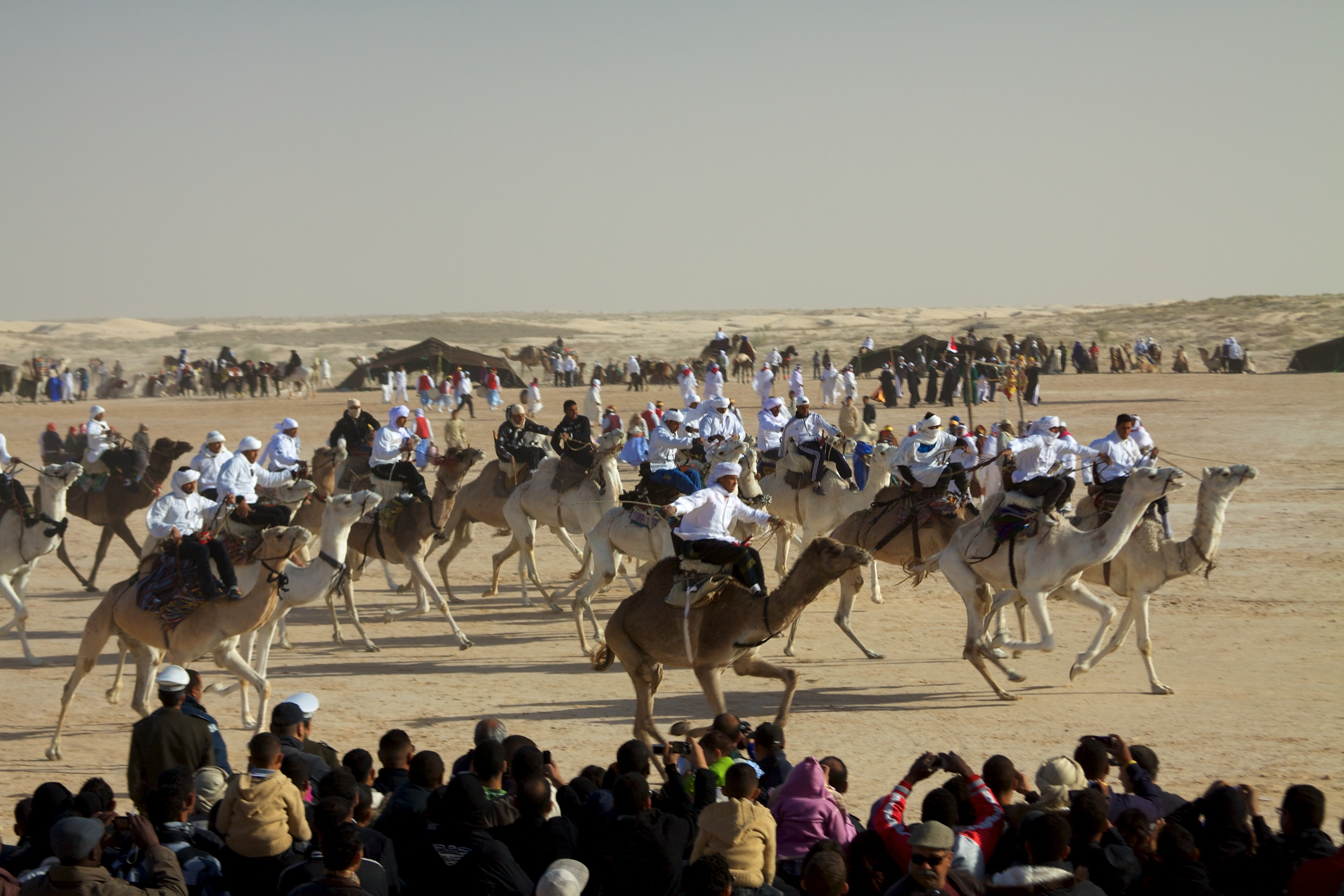
Course de dromadaires.
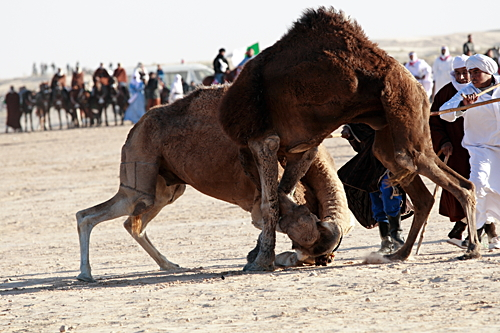
Combat de dromadaires.
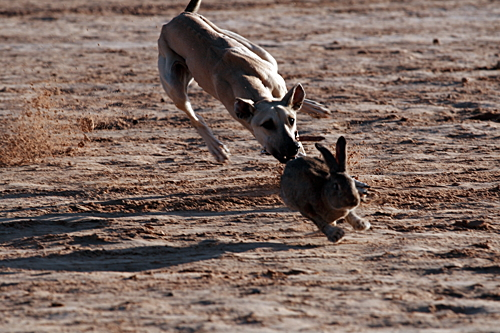
Chasse au sloughi.
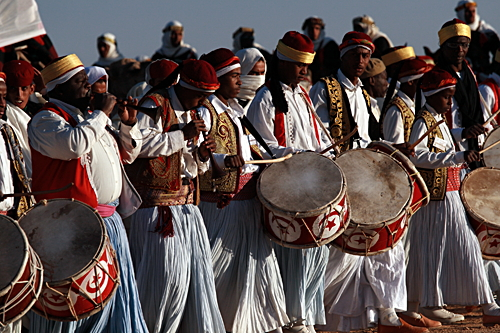
Groupe de musiciens tunisiens.
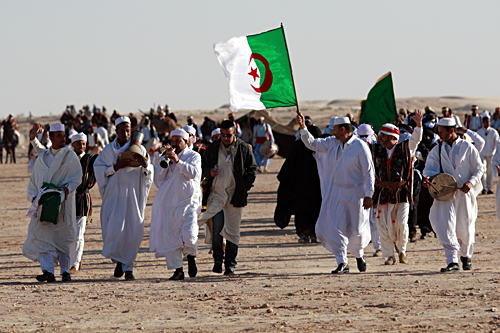
Délégation algérienne.
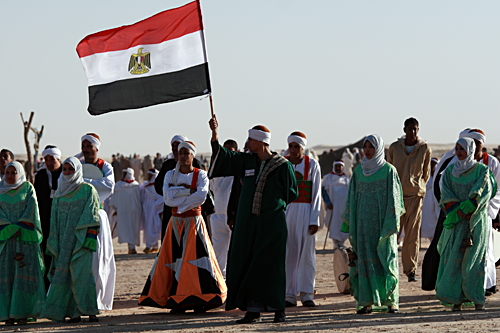
Délégation égyptienne.